# Rostockasjön
Rostockasjön är en sjö i Emmaboda kommun i Småland och ingår i Lyckebyåns huvudavrinningsområde. Sjön är 1,6 meter djup, har en yta på 0,544 kvadratkilometer och befinner sig 122,1 meter över havet. Sjön avvattnas av vattendraget Lyckebyån. Vid provfiske har bland annat abborre, björkna, braxen och gädda fångats i sjön.

## Delavrinningsområde
Rostockasjön ingår i det delavrinningsområde (627926-148616) som SMHI kallar för Ovan Bjurbäcken. Medelhöjden är 139 meter över havet och ytan är 20,06 kvadratkilometer. Räknas de 10 avrinningsområdena uppströms in blir den ackumulerade arean 193,62 kvadratkilometer. Avrinningsområdets utflöde Lyckebyån mynnar i havet. Avrinningsområdet består mestadels av skog (75 procent). Avrinningsområdet har 1,11 kvadratkilometer vattenytor vilket ger det en sjöprocent på 5,5 procent. Bebyggelsen i området täcker en yta av 0,64 kvadratkilometer eller 3 procent av avrinningsområdet.

## Fisk
Vid provfiske har följande fisk fångats i sjön:
- Abborre
- Björkna
- Braxen
- Gädda
- Löja
- Mört
- Sarv